# Allodia truncata
Allodia truncata är en tvåvingeart som beskrevs av Edwards 1921. Allodia truncata ingår i släktet Allodia och familjen svampmyggor. Arten är reproducerande i Sverige. Inga underarter finns listade i Catalogue of Life.